# Dorfkirche Ruchow

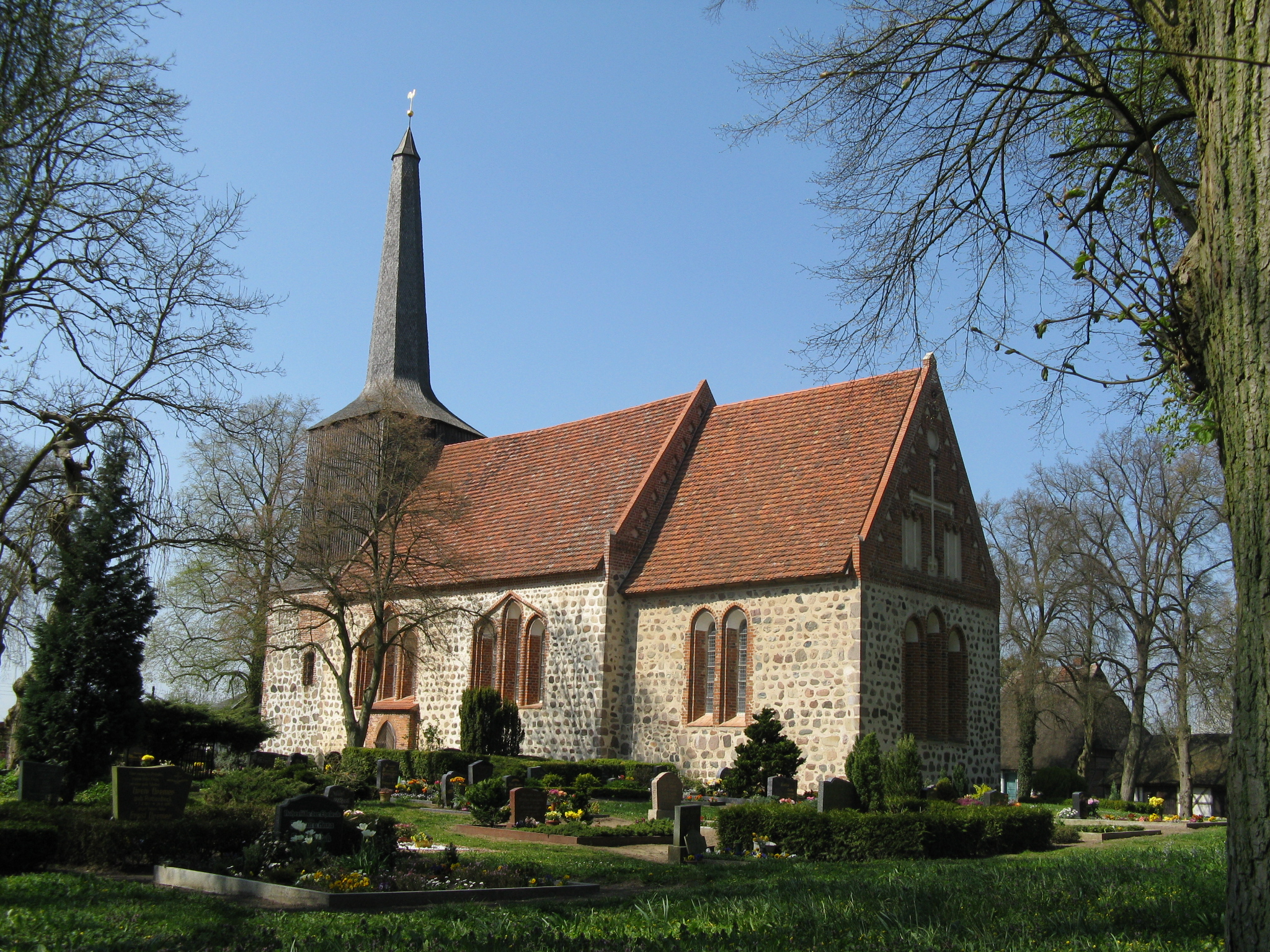
Dorfkirche in Ruchow (2009)

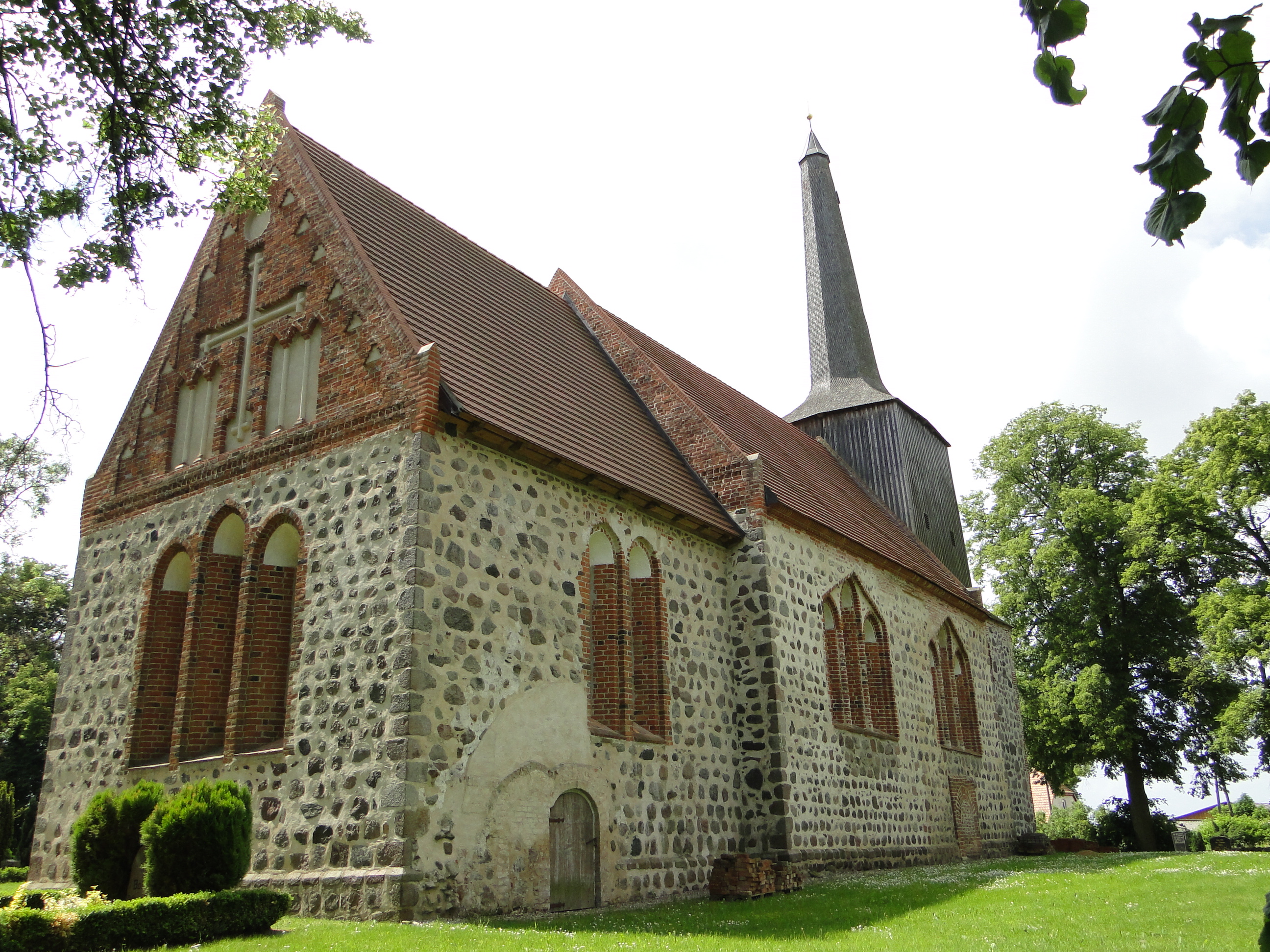
Chor und Nordseite (2011)

Die frühgotische Dorfkirche Ruchow ist ein denkmalgeschütztes Kirchengebäude in Ruchow, einem Ortsteil der Gemeinde Mustin im Landkreis Ludwigslust-Parchim in Mecklenburg-Vorpommern. Das Bauwerk gehört zur Kirchgemeinde Witzin in der Propstei Wismar im Kirchenkreis Mecklenburg in der Nordkirche.

## Geschichte
Das Kirchdorf Ruchow wurde am 27. Oktober 1234 erstmals urkundlich erwähnt Ruchow Ecclesia cum Omnibus pertinentii suis. Bischof Brunward von Schwerin verlieh dem Nonnenkloster Dobbertin neben der freien Wahl des Propstes auch das Archidiakonat über die Kirche zu Ruchow. Fürst Heinrich der Löwe weilte 1320 in der Kirche zu Ruchow Datum in ecclesi ville Rochowe und erließ dort eine Urkunde in Angelegenheiten des Klosters zum Heiligen Kreuz in Rostock mit dem Ankauf des Dorfes Bandow. Mitte des 14. Jahrhunderts saßen die Ritter von Brüshaver auf Ruchow und stifteten 1357 der Kirche zu Ruchow eine Vikarie, die mit erheblichen Einkünften aus Ruchow und Groß Upahl ausgestattet war. Sie wurde 1357 durch Fürst Nikolaus III. (Werle) genehmigt vnam kotam cum sua area sitam apud ecclesiam Ruchow und 1367 durch den Schweriner Bischof Friedrich II. von Bülow bestätigt. Das alles geschah zu besonderen Ehren der Heiligen Jungfrau Maria, ihrer Mutter Anna, des Heiligen Nikolaus und der Heiligen Agnes. Am 25. April 1414 war Nicolaus Schakke als Priester und Vikar zu Ruchgouw (Ruchow) Zeuge einer Pfändung in den Dörfern Lentzen (Lenzen) und Lennewitz (Lähnwitz) wegen Schulden des Herrn Rodenbeke.
Die ständigen Streitigkeiten mit dem klösterlichen Konvent aus Dobbertin um das Kirchenpatronat wurden erst 1601 beigelegt. 1616 ging dann das Gut und das Kirchenpatronat an die von Parkentin über, welche ab 1605 weitere 130 Jahre die Güter Bolz und Tieplitz besaßen und am Kirchenpatronat hafteten. Jahrelangen Zwist gab es auch beim Verstummen des Grabgeläut für die Verstorbene. Der Patron der Ruchower Kirche war um 1620 Barthold von Parkentin auf Bolz. Da sich die von Cramon auf Borkow und Mustin mit einer Beihilfe zur Erneuerung des Kirchturmes weigerten, versagten diese das Glockengeläut bei deren Beerdigungen. Die Versagung des Geläutes wurde als schwere Kränkung empfunden. Man klagte beim Herzog Adolf Friedrich, dort wurde das Verfahren anschließend bei Gericht verschleppt und Claus von Cramon kam immer noch nicht unter die Erde. Zum Ausgang des Streits fehlen die Akten.
1648 gab es zwischen der Kirche und den von Parkentin in Ruchow Probleme wegen der Beschulung der Dorfkinder.
Bis ins XVI. Jahrhundert soll in Bolz noch eine Kapelle gestanden haben. Pastor Georgius Gast hatte dort einen Kapellan Joachim Keding.
Zu den Jahren des Dreißigjährigen Krieges ist im Ruchower Kirchenbuch von 1637 zu lesen: die Kirche ist verwüstet und gleichsam zum Pferdestall gemacht, die Stühle bis auf drei geringe verbrannt worden, die kleine Glocke ist aus dem Turm gestohlen, nun schon Jahre wüste ...
1653 stellte die Kirchen-Visitationskommission fest, die Kirche wieder im guten Zustand mit Steinen gedeckt, inwendig mit drei Gewölben und sogar wieder mit einem Turm versehen, dessen hohe Spitze besonders hervorgehoben wurde. Er ist mit Spahn bedeckt und mit Brettern bekleidet.
1737 ging der Güterbesitz an den preußischen Kammerherrn Gebhard Ludwig Friedrich von Bredow. 1767 war der Domänenrat Ludwig von Eldenhorst, ab 1789 die von Behr-Nagendank und ab 1792 die von Pritzbuer. Mit dem Erwerb der Bolzer Güter war ab 1794 Georg Wilhelm von Schaumburg-Lippe als Besitzer von Ruchow automatisch Patron der Ruchower Kirche. Die Pfarrstelle in Ruchow war so gering ausgestattet, dass sich 1800 Pfarrer Hahn zum Pfarrer in Malchin wählen ließ, eine der reichsten Kirchen im Lande. Bei einem Brand im Pfarrhaus wurde auch die Pfarrchronik mit den Aufzeichnungen aus der Zeit nach dem Dreißigjährigen Kriege vernichtet.
1817 klagte das Kloster Dobbertin und Herr Goldschmidt auf Mustin als Eingepfarrter der Kirche Ruchow gegen den Kirchenrat Neumann als Procurator der Kirche wegen verweigerter Beiträge zur Reparatur des Kirchturms und der Pfarre Ruchow.
Nach 1866 soll es in Ruchow bis 1911 eine Ritterschaftliche Küsterschule gegeben haben. Die Kirchgemeinde Ruchow gehörte ab 29. November 1911 zur Kirchgemeinde Groß Upahl.

## Baugeschichte

### Äußeres

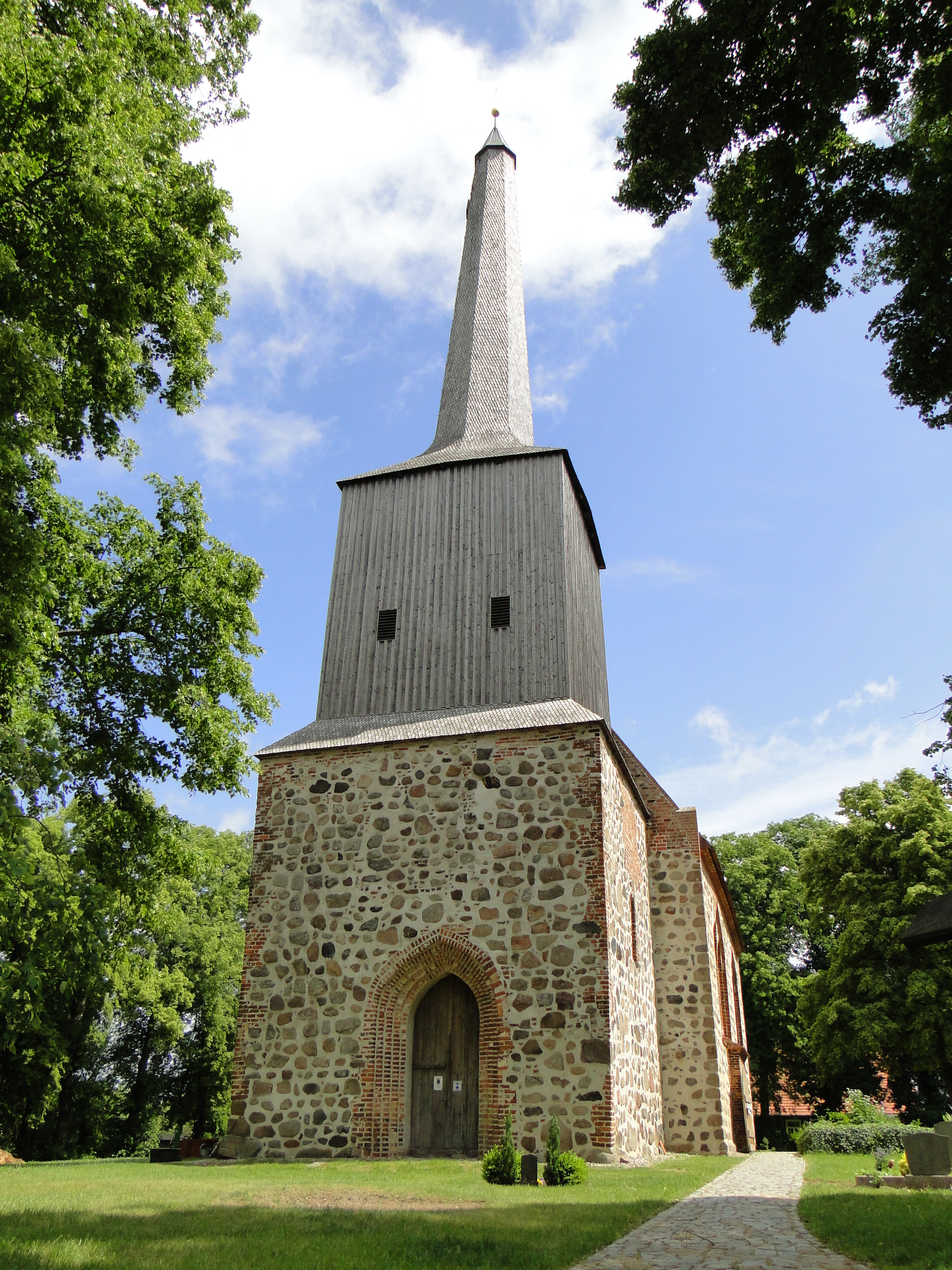
Kirchturm (2011)

Die Feldsteinkirche mit dem Langhaus wurde um 1275 als eine der ersten Feldsteinkirchen um Sternberg erbaut. Sie ist ein für diese Zeit und in der Gegend typischer einschiffiger Feldsteinbau von zwei Jochen mit einem eingezogenen, quadratischen Kastenchor von 1267 im romanisch-gotischen Übergangsstil.
Der quadratische Feldsteinsockel des eingezogenen Westturmes ist noch spätmittelalterlich. Das auf 1614 datierte Turmobergeschoss als verbretterter, hölzerner Aufsatz hat eine schlanke, recht wunderlich wirkende Kirchturmspitze. Die Schiefstellung des Spitzenhelmes ist unverkennbar, ebenso das hohe Rücksprungsportal als Eingangspforte. Nach einer Sage soll die erste Kirche noch ohne Turm erbaut worden sein. Die Brüsehaver versprachen den Baumeistern eine Belohnung für denjenigen, der am schnellsten die Kirche in Witzin, Groß Raden oder Ruchow fertig hatte, daher hatte die Ruchower zuerst keinen Turm.
Bemerkenswert sind die großen Schaugiebel an der Ostseite des Chores.
Am aus Backsteinen gemauerten Chorgiebel befindet sich über dem Zahnfries ein großes Rippenkreuz als aufsteigender Treppenfries und zu beiden Seiten Spitzbogenarkaden mit Halbsäulen und kleinen Kapitellen und an den Dachschrägen noch steigende Dreieckblenden. Der Backsteingiebel wird wie die beiden Langhausseiten durch Fenster als gestaffelte jeweils paarige Dreiergruppe mit schräg eingehender Laibung aufgelockert. Diese Giebelverzierungen sind mit dem Chorgiebel der nahe gelegenen Dorfkirche Gägelow verwandt. Der Zwischengiebel wurde mit einfachen Rauten versehen.
Die Domikalgewölbe mit den Scheitelringen im Kirchenschiff und Chor sind durch einen spitzbogigen Triumphbogen getrennt. An der Nordseite befand sich die Sakristei, die später als Gruft genutzt wurde.
1815 war der Kirchturm so baufällig und drohte einzustürzen, da heftige Windstürme die Holzaufsätze vom Turmsockel weggeschoben hatten. Nach dem Abbruch des Turms sollte wegen der leeren Kirchenkasse neben der Kirche nur ein einfacher Glockenstuhl errichtet werden. Um die Verunstaltung zu vermeiden, ließ 1820 der damalige Kirchenpatron Fürst Georg Wilhelm von Schaumburg-Lippe durch den Landbaumeister Brandt den Turm erneuern und das Innere für fast 1500 Reichstaler reparieren, woran eine Tafel in der Kirche erinnert. Auch der Fürst Georg Wilhelm wollte keinen Abbruch des Turmes und auch keinen einfachen Glockenstuhl neben der Kirche haben.
Da die Kirchenkasse leer war, leistete der Fürst einen persönlichen Vorschuss. Danach sollten sich auch der Gutspächter Goldschmidt aus Mustin und das Kloster Dobbertin als Eigentümer von Lenzen an der Finanzierung beteiligen. Das Kloster Dobbertin argumentierte sogar, Lenzen sei nicht Teil der Pfarre von Ruchow. Noch 1825 führte Dr. Voss aus Güstrow als Bevollmächtigter der Fürstlich Schaumburg-Lippeschen Rentenkammer gegen das Klosteramt Dobbertin Rechtsklage wegen verweigerter Beiträge zur Reparatur des Kirchturms. Da Klagen dieser Art die Gerichte in Mecklenburg überforderten, wurden zur Herstellung der Rechtssicherheit in einer herzoglichen Verordnung erstmals die Pflichten des Patrons und der Kirchgänger vereinbart. Diese trafen auf Ruchow nicht zu.
Bei einem Sturm nach 1870 brach die Spitze ab und wurde umso schlanker wieder errichtet. Neben der Eingangstür soll sich im Mauerwerk eine steinerne bronzezeitliche Reibmühle befinden.
1930 soll der Kirchturm als Ersatz für Holzschindeln mit Zinkblech gedeckt worden sein.
Nach 1960 wurde der Turm um etwa sechs Meter gekürzt und erhielt ein Notdach. Das ursprüngliche Dachwerk hatte man nach 1980 durch eine Stahlkonstruktion gegen Absturz gesichert, doch die Instandsetzung der Konstruktionspunkte blieb aus.
Die originale Gebindekonstruktion, ein Kehlbalkendach mit Stichbalken und Sparrenknechte in den Fußpunkten und Kreuzstreben blieben erhalten. Das schon 1267 eine akkurate Holzbearbeitung im Chordach erfolgte, kann man heute noch an den dort sauber gesägten Kreuzstreben erkennen. Auch erste Abbundzeichen sind zu sehen. Eine weitere Turmsanierung erfolgte von 1997 bis 1998.
Die Reparaturen des Dachwerkes und die angrenzenden Mauerwerksbereiche des Chores wurden bis 2005 durchgeführt.

### Inneres

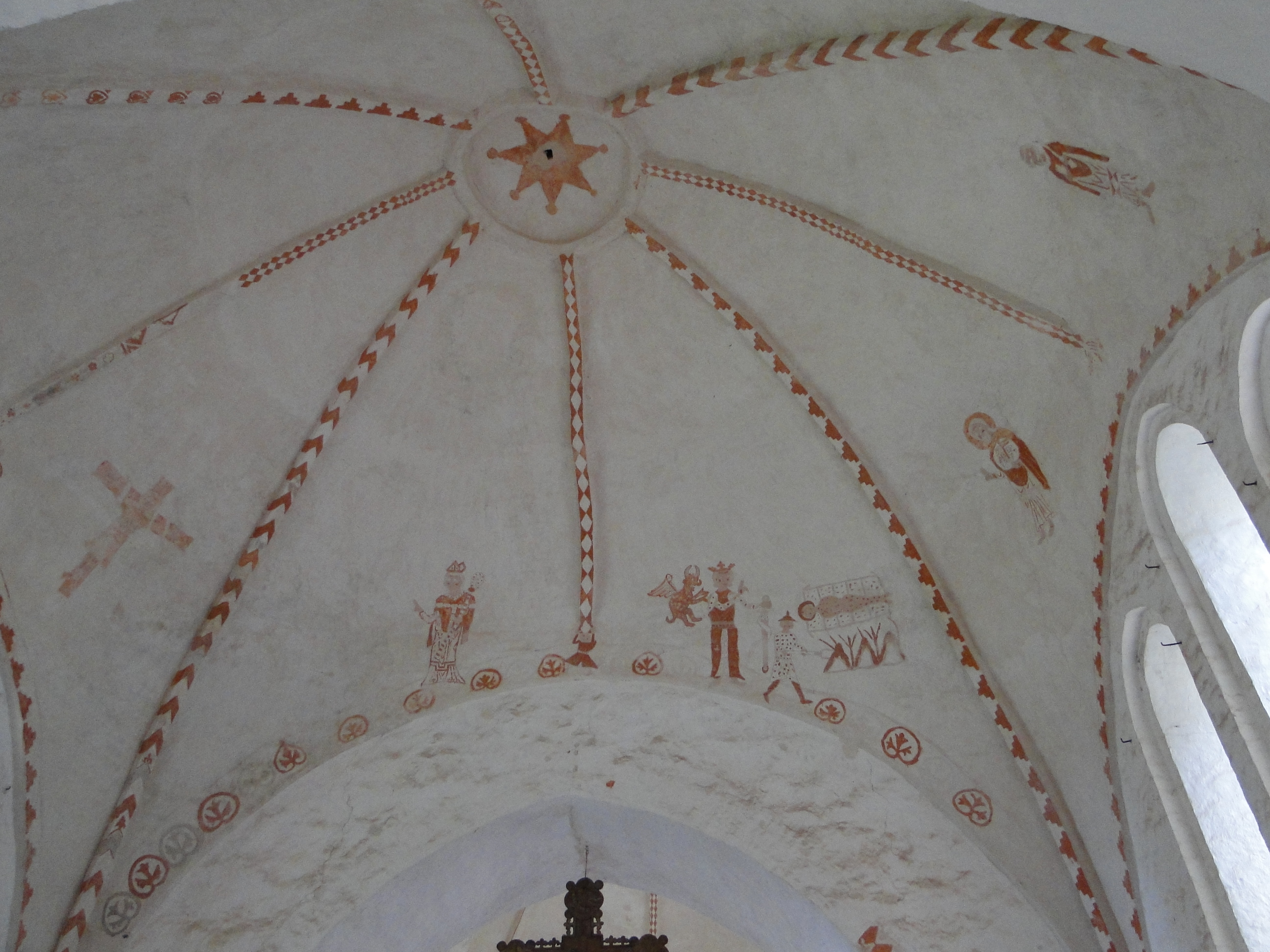
Gewölbemalerei (2011)

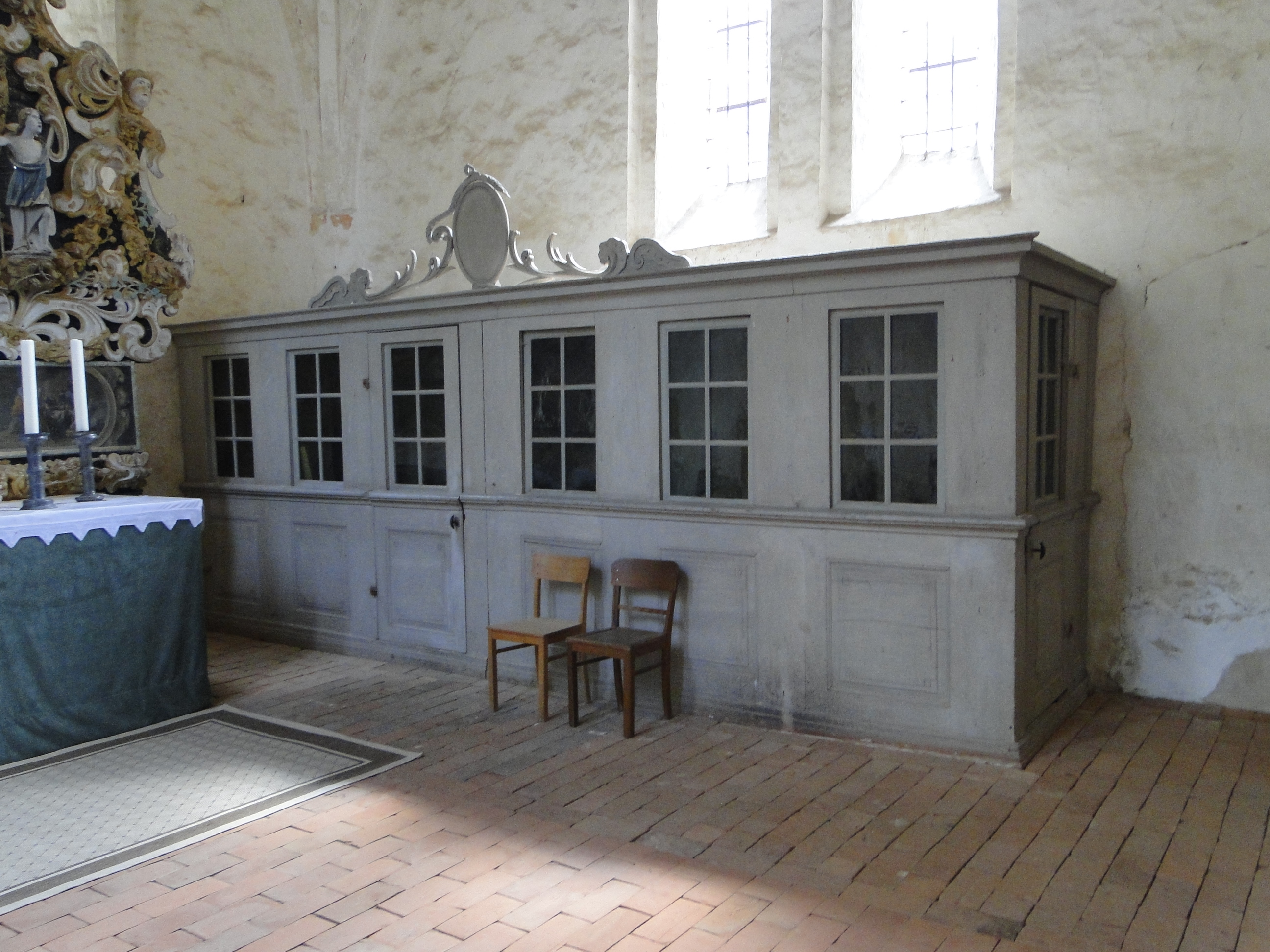
Patronatsloge (2011)

Die Kirche ist ein zweijochiger Feldsteinsaal mit eingezogenem quadratischen Chor und vollständig mit Domikalgewölben überdeckt.
Sie besitzt im Innenraum noch ihre ursprüngliche Ausmalung. Diese konnten im Zuge von Gewölbesicherungsarbeiten frei gelegt werden. Die teilweise vorgeritzten und zum Teil freskal aufgebrachten Gewölbemalereien weisen einen überwiegend guten Erhaltungszustand auf. Die figürlichen und ornamentalen Darstellungen besitzen einen hohen liturgischen Symbolgehalt. Die 2008 begonnene innerer Renovierung konnte 2009 mit der qualitätsvollen Restaurierung der Gewölbemalereien abgeschlossen werden.
In der Ostwand des Chores ist ein gotischer Eucharistie-Schrank mit Tür und Giebelbogen eingebaut, der zur Aufbewahrung der Abendmahlsgeräte und wohl auch als Tabernakel diente.
Ein gotisches Triumphkreuz, wohl Anfang 14. Jahrhundert, das ursprünglich unterhalb des Triumphbogens zwischen Kirchenschiff und Chor angebracht war, befand sich Anfang des 20. Jahrhunderts an einer Wand im Chor. Heute hängt es wieder an seinem ursprünglichen Ort.
In den unteren mittleren Rechteckscheiben der Fenster im Langhaus befinden sich Familienwappen der Kirchenpatrone. Darunter sind Johann Ulrich und Engelke von Restorff sowie Daniel und Christoffer von Brüshaver.

#### Altar

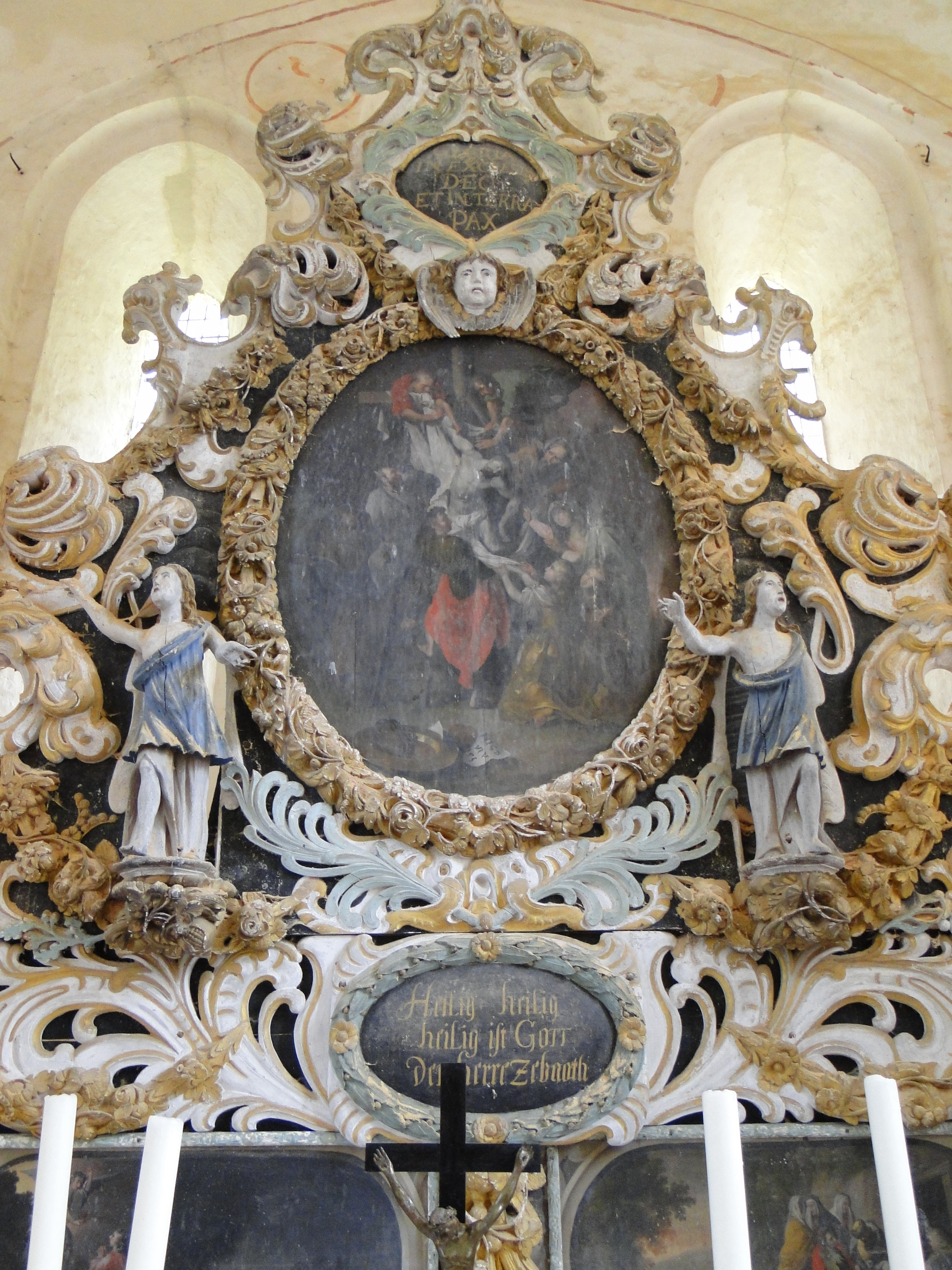
Altar mit Bildkopie nach Peter Paul Rubens (2011)

Das Altargemälde im ovalen Akanthusrahmen in dem prachtvoll geschnitzten Altaraufsatz um 1700 stellt die Kreuzabnahme Christi mit einer Kopie nach Peter Paul Rubens dar. In der Predella sind Gethsemane und die Grablegung dargestellt.
In den Kirchenfenstern befindet sich eine Reihe von Familien-Wappen derer von Brüshaver, von Restorff, von Plessen, von Holstein, von Oldenburg und von der Lühe.
Im Zuge der Gewölbesicherungsarbeiten wurden 2008 Farbbefund freigelegt. Die figürlichen und ornamentalen Darstellungen mehrerer Apostel und Heiliger mit einem hohen liturgischen Symbolgehalt konnten 2009 restauriert werden. Durch die Schweriner Werkstatt Holzrestaurierungen Breiholdt & Voss erfolgten vom April bis November 2018 nach umfangreichen Reinigungsarbeiten weitere Holzfestigungen an den geschnitzten Figuren.

#### Orgel

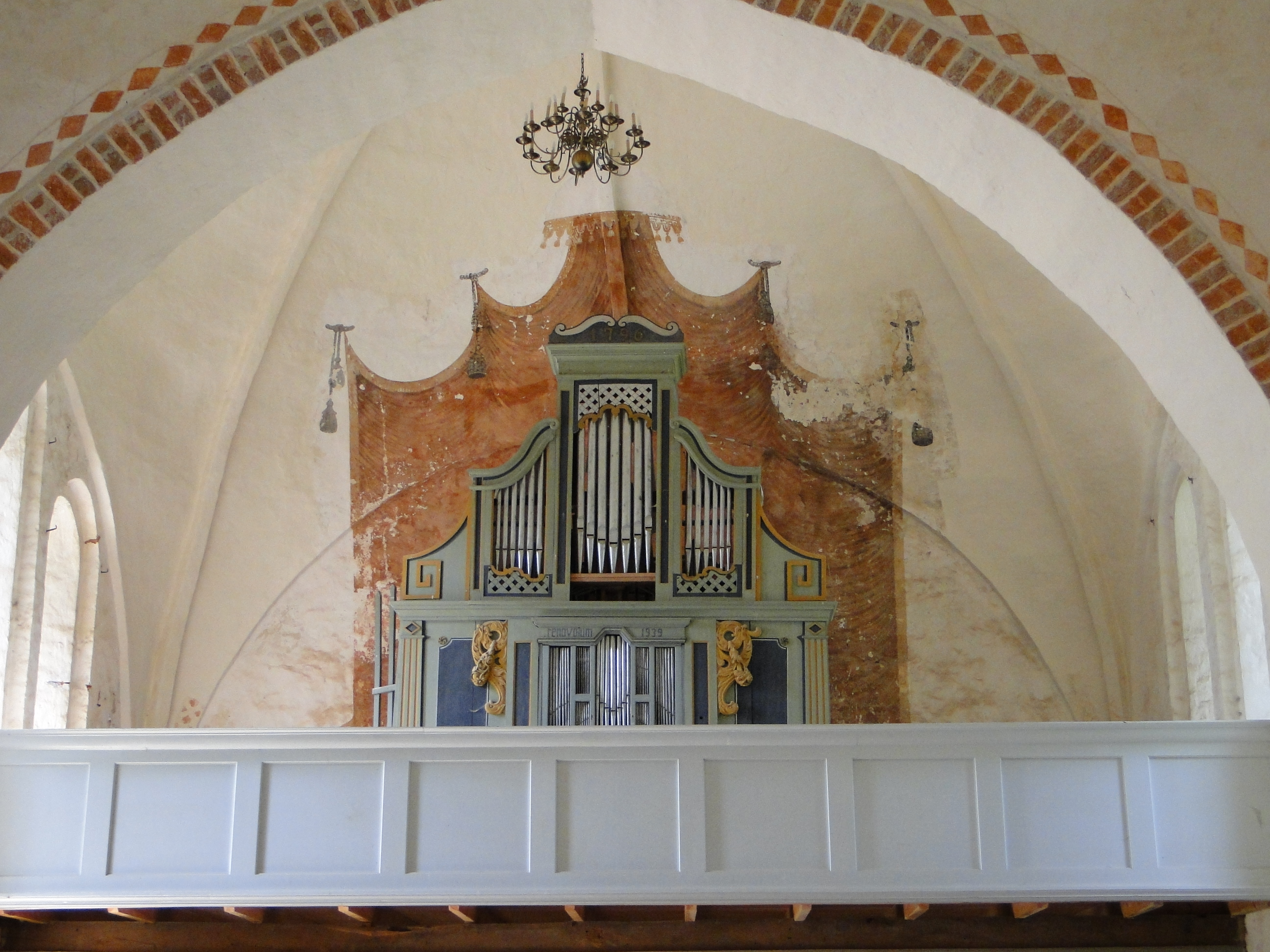
Schmidt-Orgel (2011)

Die Kirche von Ruchow besitzt seit 2015 zwei Orgeln, die unterschiedliche Stimmtonhöhen und unterschiedliche Temperierungen aufweisen und damit für eine adäquate Aufführung jeweils zeittypischer Musik hervorragend geeignet sind. Die kleine Orgel (I/5) im Chorraum der Kirche ist das älteste erhaltene Orgelpositiv in Mecklenburg-Vorpommern und stammt in ihrem Ursprung aus der Werkstatt des Orgelbauers Joachim Richborn aus Hamburg. Das Orgelpositiv entstand laut einer Inschrift im Inneren 1684 und gehörte zunächst der Reformierten Gemeinde in Bützow, die ihre Gottesdienste in der Schlosskapelle feierten. Das Orgelpositiv von Ruchow steht im Kontext weiterer von Richborn erbauter Kleinorgeln wie z. B. dem erhaltenen Positiv von La Laguna (Teneriffa), dem erhaltenen Positiv der Kirche Skokloster (Schweden), dem rekonstruierten Positiv von St. Jakobi in Lübeck oder auch dem nicht erhaltenen Positiv von Berdum, welches sechs Register besaß. Nachdem 2003 die ehemalige Lettnerorgel von St. Jakobi zu Lübeck rekonstruiert wurde und 2011/12 die bis dahin einzige in Deutschland erhalten gebliebene Richborn-Orgel von Buttforde restauriert worden war, galt die Wiederentdeckung des einzigen in Deutschland erhalten gebliebenen Orgelpositivs von Richborn in Orgelkreisen als eine unerwartet glückliche Fügung der Geschichte und echte Sensation.
Bei der Orgel von Ruchow ist das tontiefst klingende Principalregister die Octav 2´, die überwiegend im Prospekt steht. Die Aufstellung der Prospektpfeifen in den einzelnen Feldern des fünfachsigen Prospekts beläuft sich auf 7 / Flachfeld: 7 oben, 7 unten / 7 / Flachfeld: 7 oben, 7 unten / 7. Durch die gerade verlaufende Pfeifenaufstellung oberhalb der Manualklaviatur ist es möglich, das Pfeifenwerk durch zwei abschließbare Flügeltüren zu schützen. Die Registertraktur entspricht derjenigen von Skokloster und Lübeck: quer horizontal gelagerte Wellen aus Eichenholz werden von der Spielanlage aus durch einen eisernen Hebel bewegt und greifen horizontal in die Enden der Schleifen aus Eichenholz ein. Die Spieltraktur ist als Stechermechanik aus Birnbaumholz ausgeführt. Die Bewegung der jeweiligen Manualtasten wird über die Stecher aus nach unten zu den unterhalb der Manualklaviatur gelagerten Ventilen übertragen. Die Spundriegel des Windkastens sind zur Schauseite bzw. zum Spieler hin ausgerichtet und befinden sich unterhalb der Manualklaviatur.
1794 ermöglichte eine großzügige Spende der Fürstin Juliane zu Schaumburg-Lippe den Erwerb des Positivs für 150 Reichstaler. Im Februar 1796 wurde sie durch den Orgelbaumeister Heinrich Schmidt aus dem Kloster Dobbertin aufgestellt und in ein von ihm neu erbautes Orgelgehäuse integriert und dabei um zwei Register sowie Pedal erweitert. Hierbei gingen die Windversorgung, die Manualklaviatur sowie Teile der Spiel- und Registermechanik verloren.
1820 war die Orgel renovierungsbedürftig und wurde nach ihrem Totalausfall 1825 durch den Güstrower Orgelbauer Friedrich August Noebe 1827 repariert. Der Verlust der originalen Prospektpfeifen, die während des Ersten Weltkrieges generell zur Kriegsrüstung beschlagnahmt wurden, dürfte auf das Jahr 1917 zu datieren sein. Nach einer Inschrift am Orgelgehäuse erfolgte 1939 eine weitere Renovierung durch die Orgelbaufirma Sauer (Frankfurt an der Oder). Mutmaßlich wurden zu diesem Zeitpunkt die bis zur jüngsten Restaurierung vorhandenen Prospektpfeifen neu angefertigt. In den 1980er Jahren kam es zum Verlust der nicht mehr original erhalten gebliebenen Schleierbretter. Vor der jüngsten Restaurierung war die bis dahin auf der Empore stehende Orgel unspielbar geworden. Nach der Wiederentdeckung als Richborn-Orgel wurden von einem Orgelbauverein umfangreiche Anstrengungen unternommen, um die notwendigen Mittel zur Restaurierung zusammenzutragen. Da die historische Orgel darüber hinaus für die norddeutsche Orgelkultur von hervorgehobener Bedeutung ist und der Gemeinde ein hohes Maß an Aufmerksamkeit beschert, wurden zusätzlich Bundes- und Landesmittel zur Restaurierung bereitgestellt und die Restaurierung gefördert, um die kulturelle und regionale Bedeutung des Instrumentes angemessen zu würdigen.
Am 6. Oktober 2014 wurde die Orgel abgebaut und das Richborn-Positiv dauerhaft aus der Schmidt-Orgel herausgelöst. Das Positiv kam zur Restaurierung nach Dresden zur Firma Jehmlich Orgelbau und die Schmidt-Orgel nach Lübeck zum Orgelbauer Reinalt J. Klein. Fehlendes Pfeifenwerk wurde nach den originalen Vorbildern am Instrument selbst sowie nach dem Vorbild von Skokloster rekonstruiert. Die Rekonstruktion der fehlenden Schleierbretter erfolgte ebenfalls nach dem Vorbild von Lübeck sowie nach stilistischen Vorbildern Norddeutschlands im Stil des späten 17. Jahrhunderts. Nach Abnahme der Orgel wurde im Sommer 2015 die Bemalung an der Westwand durch den Rostocker Restaurator Heiko Brandner gereinigt und gefestigt. Die Draperie wirkt von unten wie eine Stoffbespannung, bei der sich die Kordeln bewegen würden.
Das restaurierte Richborn-Positiv von 1684, nun als älteste erhaltene Orgel Mecklenburgs bezeichnet, kehrte Anfang November 2015 nach Ruchow zurück und wurde im Altarraum aufgestellt. Die Einspielprobe nahm der Orgelsachverständige Friedrich Drese vor und spielte zuerst ein Stück aus der Zeit des Hochbarocks und zeigte dann, dass auch Werke von Johann Sebastian Bach (Barock) und Felix Mendelssohn Bartholdy (Romantik) auf der Orgel klingen. Die Neueinweihung beider Orgeln fand am 4. Juni 2016 mit Orgelsegnung durch den Schweriner Oberkirchenrat Andreas Flade und einem Festkonzert im Beisein des Ministerpräsidenten Mecklenburg-Vorpommern Erwin Sellering statt. Auf der sich nun an der Nordseite des Chores befindenden Richborn-Orgel spielte Prof. Klaus Eichhorn aus Berlin und auf der Schmidt-Orgel der Orgelsachverständiger des Kirchenkreises Mecklenburg und Leiter des Mecklenburgischen Orgelmuseum in Malchow Friedrich Drese.
Das Positiv hat kein Pedal, sondern wird im Stehen gespielt. Der Organist betätigt beim Spielen im Stehen mit dem rechten Fuß den aus dem Untergehäuse herausragenden Balgclaves. Die Disposition lautet wie folgt:
| Manual CDE–c3   |            |
| Gedact          | 8′         |
| Flöt            | 4′         |
| Octav           | 2′         |
| Sifflöte        | 1 ⁄2′      |
| Sesquialtra B/D | 1 ⁄3′+4⁄5′ |

Anmerkungen
1. ↑  Holz, gedeckt, original.
2. ↑  Holz, offen, original.
3. ↑  Im Prospekt, Zinnlegierung, neu.
4. ↑  Metalllegierung, zur Hälfte original, Rest neu angefertigt.
5. ↑  Repetiert auf c° auf 2 2⁄3′+1 3⁄5′, Bass-Diskantteilung zwischen h° und c1), neu angefertigt.

#### Glocke
Die 1720 von Michael Beguhn gegossene und 1500 Pfund Glocke bekam 1828 einen Riss und wurde durch einen Glockengießer in Rostock für 27 Reichstaler repariert. 1830 hatte auch der Lübecker Ratsgießmeister Friedrich Wilhelm Hirt eine neue Glocke gegossen.
Eine alte zerbrochene und im Turm gelagerte Glocke sollte 1801 verkauft werden. Sie war in zwei Stücke geborsten, die eine Hälfte hing zu diesem Zeitpunkt noch im Getriebe. Die Glockenteile wurden aber erst 1810 auf dem Jahrmarkt in Schwerin öffentlich versteigert und an einen jüdischen Händler für 464 Reichstaler abgegeben. Vom Verkaufserlös kamen nur 64 Reichstaler in die Kirchenkasse, der Rest ging als Kredit für das Gut in Bolz.

## Pastoren
Namen und Jahreszahlen bezeichnen die nachweisbare Erwähnung der Pastoren.
- erwähnt 1352 Johannes Bussekow
- erwähnt 1367 Christoferus
- erwähnt 1414 Nicolaus Schakke, Priester und Vikar.[34]
- erwähnt 1524 Georgius Gast
- 1603 Johann Bresemann
- erwähnt 1612–1636 Johann Heitmann
- erwähnt 1637 Kaspar Kalander[35]
- 1690–1697 Ludwig Heinrich Reuter
- 1697–1699 Johann Friedrich Gercke
- 1699–1714 Friedrich Karsten
- 1714–1761 Josua Statius
- 1762–1785 Friedrich Christian Mantzel
- 1786–1800 Hermann Joachim Hahn
- 1800–1838 Joachim Friedrich Simonis
- 1838–1867 Theodor Carl Ferdinand Simonis, * 12. Oktober 1811 und † 10. Juni 1867 in Ruchow.[36]
- 1868–1878 Theodor Friedrich Gotthilf Rudolf Kittel, 1864 Realschullehrer in Schwerin.[37]
- 1888–1895 Otto-Ludwig Georg Gustav Staak, danach in Rambow.[38]
- 1895–1902 Heinrich Theodor Benedictus Karl Krefft, danach Bützow-Dreibergen.[39]
- erwähnt 2003 Raikin Dürr
- 2004–2017 Siegfried Rau
- aktuell Frank Michael Wessel

## Kirchhof
Ernst August Ludwig Reinhard, geboren am 9. April 1805 in Mustin i. L., war Lehrer und 1848 Mitglied der Nationalversammlung in der Frankfurter Paulskirche. Er starb am 19. Juli 1877 in Bolz und wurde auf dem Friedhof in Ruchow bestattet.

## Heutige Kirchengemeinde
Ruchow gehört zur Kirchengemeinde Witzin mit den Ortsteilen Bolz, Buchenhof, Dietrichshof, Groß Raden mit Kirche, Klein Raden, Lenzen, Loiz, Lübzin, Ruchow mit Kirche, Rosenow und Tieplitz. Die Kirchengemeinde Witzin bildet einen Pfarrsprengel mit der Kirchengemeinde Sternberg mit Pfarrsitz und der Kirchgemeinde Dabel.

## Besonderheiten
Die Kirchturmspitze war schon lange schief. Sogar in einer Sage wurde darüber eine Erklärung gesucht. Es wird erzählt, dass zu Zeiten derer von Brüshaver ein Schatz im Kirchenfundament vergraben sei. Der Patron von Parkentin hatte einen Riesen bei der Suche erwischt und verjagt. Aus Rache warf dieser einen großen Stein, den kaum zehn Pferde fortbewegen konnten, nach dem Alten. Doch der Stein traf nur die schlanke Kirchturmspitze, die seitdem schief steht. Der Stein flog weiter in den Ruchower See, wo sich heute die kleine Insel befindet.

### Gedruckte Quellen
- Mecklenburgisches Urkundenbuch (MUB)
- Mecklenburgisches Jahrbuch (MJB)

### Ungedruckte Quellen
Landeskirchliches Archiv Schwerin (LKAS)
- LKAS, OKR Schwerin, Kirchenbücher Woserin, Ruchow 1780–1880.
- LKAS, OKR Schwerin, Personalia und Examina.
- LKAS, OKR Schweriun, Specialia Abt. 2. Nr. 264 Ruchow, Abt. 4., 014/015 Diensteinkommen der Pfarre 1922–1968.
- LKAS, OKR Schwerin, Specialia Abt. 4. Ruchow. 001 Patronat 1793–1830, 1863. 005 Bestellung des Predigers 1761–1945. 007 Organist und Küster 1795–1975. 014 Pfarrländereien 1765–1965. 018 Pfarrgarten. 025 Bauten 1796–1996. 026 Kirchenuhr in Ruchow 1825. 027 Kapelle Mustin 1913–1952. 029 Predigerwitwenhaus 1912–1987. 030 Kirchhof 1856–1005.

Landeshauptarchiv Schwerin (LHAS)
- LHAS 1.5-4/3 Urkunden Kloster Dobbertin. Regesten Nr. 99. Priester Nikolaus Schakke.
- LHAS 3.2-3/1 Landeskloster/Klosteramt Dobbertin. Nr. 7.23 Ruchow. Nr. 3763 Grenzstreitigkeiten, Grenzen zwischen Lenzen und Ruchow 1716–1736. Nr. 3767 Die Grenzen zwischen Lenzen und Groß Upahl, Ruchow, Bolz, Woserin 1718–1850. Nr. 3780 Verpflichtungen, Dienste gegenüber der Kirche in Ruchow wegen Beschulung der Dorfkinder 1648, 1801–1829. Nr. 4155–4158 Klage des Dr. Voss, Güstrow, als Bevollmächtigter der Fürstl.Schaumburg-Lippeschen Rentkammer als Patron der Kirche zu Ruchow gegen Klosteramt Dobbertin wegen Hilfsbeiträgen.
- LHAS 5.12-7/1 Mecklenburg-Schwerinsches Ministerium für Unterricht, Kunst, geistliche und Medizinalangelegenheiten. Nr. 4417 Ritterschaftliche Küsterschule zu Ruchow 1866–1917. Nr. 7774 Stelleneinkommen der Pfarre zu Ruchow 1906–1912. Nr. 8186 Emeritierung der Geistlichen der Pfarre zu Ruchow 1909–1911. Nr. 8647 Ruchow (RA Sternberg) Die Pfarre 1856.
- LHAS 10.9 LA Nachlass Lorenz, Adolf Friedrich. 1884–1962, Mappe 15, Baupläne Kirche Grundriss, Seitenansicht 1952.